# Épicharme
Épicharme (en grec ancien Ἐπίχαρμος / Epíkharmos), né vers -540 et mort à Syracuse vers -450, est un poète comique grec, ainsi qu'un philosophe présocratique.
Il est le premier auteur comique attesté.

## Biographie
Certains auteurs font naître Épicharme à Syracuse, en Sicile, d'autres sur l'île de Cos, mais c'est à Syracuse qu'il passe l'essentiel de sa vie après quelque temps à Mégara Hyblaia. Il fait partie des protégés de Hiéron Ier alors même que certaines de ses fréquentations étaient suspectes aux yeux du tyran.
Il produit sa première pièce avant -488. Trente-cinq titres et quelques fragments nous sont parvenus par des papyri. Il est donné en exemple par Aristote dans sa Rhétorique et célébré dans l'épigramme XVII de Théocrite.
Épicharme est lié au pythagorisme. Selon Diogène Laërce : « il fut l'élève de Pythagore ». Selon Jamblique, « il introduisit dans ses vers les pensées de Pythagore, révélant ainsi par jeu ses doctrines secrètes ». Platon semble avoir beaucoup emprunté à Épicharme, dont il a retranscrit de très nombreux passages, d'après Alcimos dans son Contre Amyntas. En effet, Épicharme a parlé fort clairement des sensibles et des intelligibles.
Il est considéré comme le père de la comédie, en germe dans le komos et la farce mégarienne. Selon Aristote, « l’idée de composer des fables remonte à Épicharme et à Phormis. La comédie vient d’abord de Sicile ».

## Fragments
Ces fragments sont cités par Diogène Laërce :

« A. Mais les dieux étaient là, présents, depuis toujours,

Sans jamais cesser d'être ; et ces divins objets

Sont là, présents toujours, semblables, identiques.

B. Mais Chaos le premier, dit-on, parmi les dieux

Parvient à l'existence.

A. Mais comment ? Impossible,

Puisqu'il n'existe rien dont un premier provienne

Et en quoi un premier pourrait se transformer.

B. Alors, rien en premier ne vint à l'existence ?

A. Ni en second, parbleu ! Pas un de ces objets

Dont ici nous parlons ; car ils sont éternels. »

« A. Prenons un nombre impair, ou un pair, si tu veux !

Suppose qu'on ajoute un, ou qu'on le retranche.

Crois-tu donc que ce nombre est resté identique ?

B. Bien sûr que non !

A. Eh non, bien sûr ! Si de nouveau

On prend une coudée à laquelle on ajoute —

Ou alors on retranche — une longueur quelconque

À ce qu'elle est avant, pourra-t-on soutenir

Que l'ancienne longueur subsiste encore ?

B. Non pas.

A. Bon. Alors maintenant considère un peu l'homme :

Tandis que l'un grandit, l'autre perd de sa taille,

Et tous sont tout le temps soumis au changement.

Or, ce qui par nature éprouve un changement

Et jamais ne demeure identique à soi-même,

Doit être maintenant autre que ce qu'il fut.

Ainsi donc, toi et moi, hier nous étions autres

Et sommes aujourd'hui encore d'autres hommes,

Et demain le serons. Jamais nous ne restons

Nous-mêmes en vertu de la même raison. »

« A. Dis-moi, l'art de la flûte est-il bien quelque chose ?

B. Assurément !

A. Mais dis, cet art est-il un homme ?

B. Pas du tout !

A. Voyons donc, qu'est-ce qu'un joueur de flûte ?

Et que crois-tu qu'il soit ? Un homme ? Oui ou non ?

B. Un homme, assurément.

A. N'en va-t-il pas aussi

De même pour le bien ? Le bien est chose en soi,

Et c'est en l'apprenant que l'on peut devenir

Homme de bien ; tout comme c'est en apprenant

L'art de la flûte qu'on devient joueur de flûte,

Que l'on devient danseur en apprenant la danse,

En tissant tisserand, et ainsi pour le reste.

Lui-même n'est pas l'art, il n'est qu'homme de l'art. »

« Eumée, point n'est sagesse à un seul réservée ;

tout ce qui a la vie, a aussi la conscience.

Chez les gallinacés, la poule, oiseau femelle,

Sois-y bien attentif, ne produit pas au jour

Des poussins tout vivants ; mais en couvant ses œufs,

Elle leur donne une âme. Et la nature seule

Sait ce qu'est la Sagesse et comment elle est faite ;

Car la nature a su elle-même s'instruire. »

« Il n'est pas étonnant que nous disions ainsi

Que nous prenons plaisir au vu de notre image,

Et que nous estimons belle notre nature ;

Car le chien offre au chien l'image la plus belle,

Comme le bœuf au bœuf, et comme l'âne à l'âne

Est le plus beau, et comme au porc aussi le porc. »

« Ainsi que je le crois — mais n'est ce que croyance ?

Car enfin j'en suis sûr — un jour il sera fait

Mention de ces propos que je tiens aujourd'hui.

Alors quelqu'un viendra qui s'en emparera,

Qui les dépouillera de leur forme métrique,

Et les habillera d'une robe de pourpre,

Ornée de beaux discours plaisamment bigarrés :

En jouteur invincible il saura s'imposer. »

- Cité par Eustratios :

Dans Héraclès chez Pholos :

« C'est par nécessité que je fais tout cela ;

Ce n'est pas de plein gré qu'on accepte ces peines. »

- Cité par Clément d'Alexandrie :

Épicharme, le poète comique, s'exprime fort clairement à propos de la raison dans sa République, en disant :

« Certes la vie de l'homme a le plus grand besoin

Du calcul et du nombre. En effet nous vivons

De nombre et de calcul. Ce sont eux qui procurent

Leur salut aux mortels.

Ensuite il poursuit en ces termes :

La raison, comme il faut, gouverne les humains

Et toujours les préserve. Le calcul est humain

Et il existe aussi une raison divine.

Mais le calcul humain est né de la raison

Qui appartient à Dieu; et la raison divine

Fournit à chaque humain les moyens de la vie,

Même la nourriture. Et la raison divine

Accompagne tout art, en enseignant aux hommes

Ce qu'il convient de faire et qui leur est utile.

Car nul homme jamais n'a découvert un art,

Et tout art vient de Dieu. »

- Cité par un anonyme :

Il y a aussi une épigramme que l'on attribue à Épicharme :

« Je suis cadavre. Or un cadavre est du fumier.

Or le fumier est de la terre. Mais puisque terre

Est dieu, point cadavre ne suis, mais je suis Dieu. »

#### Œuvres d'Epicharme
- A. Olivieri, Frammenti della commedia greca e del mimo nella Sicilia e nella Magna Grecia, Naples, 2e éd. 1946.
- Épicharme pythagoricien, Les présocratiques, Gallimard, "La Pléiade", p. 191-213.